# Cattedrale dei Santi Pietro e Paolo (Ulan Bator)
La cattedrale dei Santi Pietro e Paolo è la cattedrale cattolica della città di Ulan Bator, capitale della Mongolia, ed è sede della prefettura apostolica di Ulan Bator.
La cattedrale è stata consacrata il 30 ottobre del 2003 dal cardinale Crescenzio Sepe, al tempo prefetto della Congregazione per l'evangelizzazione dei popoli.

## Architettura
La struttura della cattedrale, ideata dall'architetto serbo Predak Stupar, ricorda la tradizionale iurta, la tipica abitazione mobile dei nomadi mongoli, con la sua forma circolare e le pareti in feltro. 
36 vetrate semicircolari e una finestra per il lucernario sono state aggiunte nel 2005, su progetto di frère Mark, membro della comunità di Taizé. Nelle vetrate sono raffigurati i quattro evangelisti attraverso un'aquila, un angelo, uno yak ed un leopardo delle nevi (questi ultimi due come rivisitazione in chiave locale della tradizionale iconografia cristiana, che prevede un toro alato ed un leone alato).